# Stirling Albion Football Club
El Stirling Albion Football Club es un club de fútbol de Escocia, con sede en Stirling. Fue fundado en 1945 y compite en la Scottish League Two, cuarta categoría del fútbol escocés.

## Historia

### Orígenes
Albión fue fundada en 1945 después del Rey de equipo de fútbol anterior de la ciudad Parque F.C. había dejado de sobrevivir la Segunda Guerra Mundial. La tierra del Parque del Rey había sido dañada durante la guerra, que ha sido golpeada por la única bomba para caerse en la ciudad.
El nuevo club era la creación del hombre de negocios local Thomas Ferguson, un magnate de carbón local, y él compró el estado Annfield para construir un nuevo estadio. El Annfield estuvo situado dentro de un cuarto de una milla del centro de la ciudad y sería la casa del Yo-Yos hasta 1992.

### Los años del yoyo
Entre los años 40 y los años 60 el club ganó una reputación como un club que estaba demasiado bien para la liga inferior, pero nunca bastante completamente bien para establecerse en el vuelo Superior, de ahí el apodo del club del Yo-Yos. Durante un tiempo esto era un refrán en Escocia que algo o alguien "iban de arriba abajo Albión Stirling parecida". A lo largo de los años cuando los admiradores más jóvenes han venido el club ha descuidado tristemente el apodo original y ahora la mayor parte de admiradores piensan que el apodo del club es el Binos.

### En los años 1970 y años 1980
Un período del juego de decadencia en durante finales de los años 60 y a principios de los años 70 como la Albión fue consignado a la liga de fondo. La reconstrucción de liga a mediados de los años 70 causó un 3 nuevo sistema de grada y el Yo-Yos se encontró en la división más baja hasta 1977. Un 4 año sabe escribir correctamente en la 1a División terminada en la humillación en 1981 cuando el equipo dejó de marcar un objetivo de liga durante 8 meses. Sorprendentemente ellos todavía terminaban el 2o fondo de la liga, penas hasta ausentes y objetivos abiertos.
La relegación a la División 2 en 1981 casi mató el club como un equipo que no inspira bajo el gerente Alex Smith y las puertas menguantes condujeron el club al borde de la bancarrota. Los clubes sólo el camino de la fuga era vender Annfield al consejo local y luego alquilarlo atrás de la gente que tenía una posición de centro de la ciudad principal en un precio de derribo.
Durante este período, el equipo era responsable del resultado de Taza escocés de registro del 20o siglo, infligiendo un 20-0 fracaso a Selkirk en 1984.
Cuando los años 1980 progresaron el club siguió luchando, sorprendentemente todavía bajo la dirección de Alex Smith, hasta 1986 cuando Smith se movió a San Mirren. George Peebles tomó el precio(la carga) del equipo y sería el primer gerente escocés para manejar un equipo que se aprovechó de Astroturf. El consejo había decidido hacer tanto dinero como posible de Annfield y la hierba era un caso perdido (así como el soporte principal que fue derribado siendo declarado un edificio inseguro). Una muchedumbre grande suplementaria levantada en el septiembre de 1987 para ver Stirling para jugar a Ayr Unido en el juego primer en la vida en césped artificial en Escocia.
Una de las exigencias del césped era que los clubes podrían decidir no aprovecharse del césped en partidos de Copa y tan durante los próximos 5 años toda la Albión los juegos de Copa de casa fueron jugados lejos. Con la ventaja supuesta del tono artificial que no trabaja, San Johnstone ganó 6-0 en la alfombra, Peebles fue aliviado de sus deberes y Jim Fleeting fue designado.
Breve sería el gerente durante 6 meses, pero reorganizaría el club y serviría como un launchpad durante los próximos 10 años. Cuando Breve dejado para manejar a huelguista de estrella Kilmarnock John Brogan fue promovido al gerente y conduciría finalmente el Yo-Yos de la División 2 en 1991. El club fue invicto lejos de la casa durante un Año civil entero y fácilmente vio del desafío de Montrose para resolver el título en el Parque de Eslabones el 7 de abril de 1991. Los abanicos(admiradores) del yoyo tenían un partido masivo cuando 10 años del fútbol de liga de fondo fueron finalmente puestos detrás de ellos.

### Los años 1990: entre Divisiones 1 y 2
Los próximos 3 años resultarían ser accidentados en la División 1. El club se quedó pero Annfield no era más cuando una nueva razón fue construida en Forthbank. Después de muchos años jugando en Annfield en el centro de la ciudad, el equipo ahora juega en el estadio Forthbank en Stirling, cerca de las orillas del Río Adelante.
Finalmente el club sería relegado a la División 2 cuando la estructura del Fútbol escocés fue cambiada otra vez para crear un 4 sistema de División. El Brogan fue despedido y sustituido por Kevin Drinkell. El Drinkell tendría una primera temporada terrible responsable, hacia febrero el club era el 3r fondo y después de fracaso en particular inepto en Brechin los abanicos(admiradores) rebelados contra Drinkell. La detección él estaba en el último bar de posibilidad él rápidamente hizo entrar a Paul Deas y Garry Paterson que apuntaló el equipo y los tomaría en una 10 carrera invicta animosa. Esta carrera levantó el club en 2o durante el día anterior de la temporada cuando un punto los vería hacer una vuelta inmediata a Div 1. Ay 2 errores de alumno por Ronnie McQuilter vieron el Yo-Yos perder. Sin embargo este resultó ser una cosa buena como en 1995-96 el club continuó una carrera asombrosa y hacía coser la liga antes de la Navidad, y dio thrashings regular de 6 y 7 a los otros equipos en las ligas.
1996-98 vio el club atrás en la 1a División. 1996-1997 vio un mediados respetable del fin de mesa(tabla). 1997-98 comenzó con la forma de taza temprana buena, pero vio el club relegado después de que la introducción de jugadores extranjeros dejó de compensar la pérdida de varios jugadores claves. Con un juego restante, Drinkell fue sustituido por su ayudante, antigua estrella de Escocia y Jamón de Oeste Ray Stewart.
1998-2000 vio el club en la 2a División bajo John Philliben. Mucho dinero fue gastado en el pasado - ello los jugadores y los amigos del gerente y el club lucharon, esto no era ninguna sorpresa que Philliben fue despedido en 2000 para ser sustituido por la vuelta de Ray Stewart.

### las profundidades entonces stabilisation
La 2000-1 temporada marcó el reflujo más bajo de Albión Stirling. La escuadrilla cara que Stewart había reunido demostró incapaz de endentar correctamente como un equipo. El equipo fue 17 juegos sin un triunfo, y terminó en el fondo de la Segunda División.
La temporada siguiente era igualmente triste. El equipo terminó el segundo fondo de la Tercera División, evitando el lugar de fondo por los más estrechos de márgenes (una pena perdida sola). Su campaña de Taza escocesa era de manera similar débil, con el equipo dejado pasmado por Al este del equipo de Liga de Escocia Fairydean de gala. Ray Stewart fue despedido al final de temporada.
Allan Moore fue designado al gerente a principios de la 2002-3 temporada, y el club vio la mejora inmediata de sus fortunas. El Stirling Albión fue promovida a la Segunda División al final de 2003-4 temporada, y la temporada siguiente vino un 4o lugar respetable a la liga.
Esta mejora siguió en la temporada 2005-06. Los cambios principales en las cuestiones de promoción/relegación han sido puestos en el lugar, con el advenimiento del sistema de desempate. El equipo que termina 9o en la Primera División, y los equipos que terminan 2o, 3r, y 4o en la Segunda División competirá al final 'de los desempates' de temporada para determinar un segundo punto de promoción, o supervivencia en la liga más alta por el 9o equipo colocado. Con Gretna que ha tenido ya resolvió el Campeonato, había todavía mucho para jugar para por los equipos abajo. El hecho que Stirling estaban hasta en una posición para desafiar es uno notable que los considera recogió unos tres meros puntos de su apertura de once encuentros. La temporada dada una vuelta después de una 2-1 victoria inesperada en Morton en un partido(una cerilla) de mediados de la semana en octubre.
La mayor parte de esta mejora ha estado abajo a un cambio del sistema, y la forma increíble del huelguista veterano de 36 años, Paddy Connolly. El crédito es también debido al gerente Allan Moore para girar cosas cuando su trabajo estaba en la línea.
Las esperanzas de Stirling de alcanzar estos desempates fueron finalmente rotas después de un 2-1 fracaso de casa por el Cardo Partick el sábado, 15 de abril.

### 2006-07
Los admiradores de Stirling entraron en la nueva temporada con un aire de expectativa, la mayor parte de la escuadrilla a partir del año pasado había sido retenida y la liga era generalmente percibida para ser más débil (Gretna y Cardo Partick que ha sido sustituido por la Ciudad Brechin y Stranraer).
La temporada empezó el 5 de agosto de 2006 y vio Stirling en casa a Ayr Unido. ¡Colin Cramb, Marek Tomana, Escudos de Dene, Ian Cashmore y Andy Gibson (por tercera vez!) todos hicieron sus debuts para el club. El juego era hasta y ningún lado puede decir francamente que ellos merecieron ganar pero un poco de juego defensivo pobre permitió que Ayr ganara 3-1. Colin Cramb marcó su debut marcando la respuesta para el Binos.
Desde entonces los Binos han continuado una carrera invicta, 13 juegos como el 23 de noviembre, en la liga que los ha visto subir al 2o lugar y abandonarlos(dejarlos) en con una gran posibilidad de la promoción automática. El Binos permaneció invicto hasta el último juego de 2006 cuando ellos viajaron a Stranraer y perdieron 2 v 1. Este era también Escudos de Dene último juego con el club antes de devolver a Gretna después de ortografía de préstamo de su seis mes. Este se marchó los Binos sin opciones dan y por consiguiente este causó una carrera mala en resultados incluso un empate en Alloa y un fracaso en casa a Vehículos todo terreno Raith. Este triunfo para Vehículos todo terreno Raith era su primer en Forthbank desde el Binos movido de Annfield en 1993.
El Binos finnished 2o en la Segunda División escocesa y este garenteed ellos un lugar de desempate para la Primera División. El Stirling Albión entró a los desempates después de una carrera de cuatro fracasos contra Stranraer, Ciudad de Brechin, Ayr Unido y Peterhead. El Binos jugó Vehículos todo terreno Raith en los finales semi de los desempates, la primera pierna estaba lejos de la casa en el Parque de Starks, donde el Binos finnished con 0 v 0 empate. En la segunda pierna del lazo el Binos derrotó Vehículos todo terreno Raith en Forthbank 3 v 1 con Chris Aitken del stalwart Binos y Colin Cramb Scoreing los objetivos vitales de asegurar una eliminatoria lazo final con Airdrie Unido. Después de las dos piernas de la eliminatoria de final donde el Binos tuvo que venir de 2 v 0 detrás en la primera pierna para entrar a la segunda pierna en todo el cuadrado(la plaza) en 2 v 2. El sábado, 12 de mayo de 2007 el Binos travled a Ardrie para jugar para promoción con división un, donde a Robert Snodgrass y Stewart Devine marcado para dar el Binos 3 v 2 triunfo sobre Ardrie Unido. Este triunfo para el Binos los promovió de la Segunda División a la Primera División.
Esto ha tomado el Binos casi diez años para volver al primer fútbol de división después de caerse a noveno en la tercera división. Despacio sobre las cinco temporadas pasadas el jefe de Binos Allan Moore ha tomado el Binos de este reflujo más bajo en los clubes historia reciente a la ganancia(al adelantamiento) de la promoción con la Primera División escocesa.

## Palmarés

### Torneos nacionales
- Segunda División de Escocia (4): 1952-53, 1957-58, 1960-61, 1964-65
- Tercera División de Escocia (5): 1946-47, 1976-77, 1990-91, 1995-96, 2009-10
- Cuarta División de Escocia (1): 2022-23